# 天主教帕爾馬教區
天主教帕爾馬教區（拉丁語：Dioecesis Parmensis）是天主教會在義大利的一個教區。屬摩德納-諾南托拉總教區。
教區第一位出於文獻的主教出現於372年，他是一位亞流派主教。教區最初受米蘭總教區管轄，5世紀後歸拉韋納總教區。1582年屬博洛尼亞總教區。1806年5月26日改屬熱那亞總教區。1818年3月30日改由聖座直轄。1892年8月14日主教獲得豐泰維沃隱修院院長銜頭。1976年12月8日改屬摩德納-諾南托拉總教區。
教區位於帕爾馬省東部。2004年有教友308,247人，佔轄區總人口96.1%。教區下轄309個堂區，有295名司鐸。現任教區主教為恩里科·索爾米。